# Jan Bilk
Jan Bilk (obersorbisch Jan Bělk; * 1958) ist ein sorbischer Musiker, Komponist, Musikverleger und -produzent.

## Leben
Bilk studierte nach dem Abitur an der Sorbischen Erweiterten Oberschule in Bautzen, ab 1978 an der Hochschule für Musik Hanns Eisler Berlin Klavier und Akkordeon sowie Kontrapunkt bei Andre Asriel und Jazzmusikgeschichte bei Alfons Wonneberg. 1985 erhielt er an der Hochschule einen Lehrauftrag für das Fach Synthesizer und elektronische Musik.
Daneben trat Bilk mit seiner Gruppe SERVI, die er 1975 mit Tomaš Nawka als Kirchenband SERVI PACIS gegründet hatte, auf und produzierte 1983 im Studio der katholischen Arbeitsstelle für pastorale Hilfsmittel eine Musikkassette, die mit Hilfe des Evangelischen Jungmännerwerks als erster privat produzierter und in der DDR frei verkäuflicher Tonträger von den Musikern selbst vertrieben wurde. Es folgten 1986 und 1988 zwei LP-Produktionen bei Amiga, 1990 erschien die erste CD. Danach tourte SERVI, z. T. mit Gastmusikern, mit dem Multimedia-Projekt  Meditatio in variatione durch große Kirchen Deutschlands. Der Auftritt beim Evangelischen Kirchentag in Leipzig 1997 wurde vom ORB als Konzertfilm produziert. Das letzte Konzert von SERVI in der Duo-Besetzung Bilk/Nawka fand 2005 statt.
Als Komponist von Hörspiel- und Filmmusiken arbeitete Bilk u. a. mit den Regisseuren Karlheinz Liefers und Peter Brasch zusammen. 1988 erhielt der für seine Komposition zu Lothar Walsdorfs Die Mittagsfrau den Kritiker-Sonderpreis für Musik des DDR-Kinderhörspielpreises. Mit seinen Kompositionen und multimedialen Liveperformances trat er u. a. beim Festival von Davos, in Karatschi, Łódź, Bern, Salzburg und Stockholm auf. Für seine Tochter Carolina Eyck komponierte er mehrere Werke für das Theremin. Außerdem ist Bilk Gründer und Leiter des Musikverlages SERVI, der sich vorrangig der Veröffentlichung von sorbischer Musik widmet, Mitglied im Bundesvorstand der Domowina, Vorsitzender ihres Kulturausschusses und seit 2017 des Sorbischen Künstlerbundes.

## Hörspiele
- 1986: Arnold Zweig: Fantastische Sinfonie. Hörspiel nach einer Erzählung des Dichters – Regie: Karlheinz Liefers (Hörspielbearbeitung, Kinderhörspiel – Rundfunk der DDR)
- 1987: Homer: Der Froschmäusekrieg – Regie: Karlheinz Liefers (Hörspielbearbeitung, Kinderhörspiel – Rundfunk der DDR)
- 1987: Mareike Böhm: Holzkrawatte – Regie: Karlheinz Liefers (Original-Hörspiel, Kinderhörspiel – Rundfunk der DDR)
- 1987: Vladimir Pozner: Die Zeit ist aus den Fugen – Regie: Karlheinz Liefers (Hörspielbearbeitung, Kinderhörspiel – Rundfunk der DDR)
- 1987: Lothar Walsdorf: Die Mittagsfrau – Regie: Peter Brasch (Originalhörspiel, Kinderhörspiel, Kurzhörspiel – Rundfunk der DDR)
- 1987: Boris Wassiljew: Stille Dämmerstunden – Regie: Karlheinz Liefers (Hörspielbearbeitung, Kinderhörspiel – Rundfunk der DDR)
- 1987: Ottomar Grubert: Numachmaschönwiespricht der Hund – Regie: Peter Brasch (Originalhörspiel, Kinderhörspiel, Kurzhörspiel – Rundfunk der DDR)
- 1987: Uwe Kant: Wie Janek eine Geschichte holen ging – Regie: Karlheinz Liefers (Hörspielbearbeitung, Kinderhörspiel, Kurzhörspiel – Rundfunk der DDR)
- 1988: Waltraut Lewin: Die Insel im Fluß – Regie: Karlheinz Liefers (Originalhörspiel, Kinderhörspiel – Rundfunk der DDR)
- 1988: Gerd Künzel: Das goldene Ei – Regie: Peter Brasch (Originalhörspiel, Kinderhörspiel, Kurzhörspiel – Rundfunk der DDR)
- 1988/89: Hannu Mäkelä: Vom Pferd, das seine Brille verlor (6 Teile) – Regie: Manfred Täubert (Hörspielbearbeitung, Kinderhörspiel – Rundfunk der DDR)
- 1989: Ricarda Bethke: Wolf oder Bär oder Reh – Regie: Karlheinz Liefers (Originalhörspiel, Kinderhörspiel – Rundfunk der DDR)
- 1989: Adelbert von Chamisso: Peter Schlemihl oder Die Reise nach Varna – Regie: Karlheinz Liefers (Hörspielbearbeitung, Kinderhörspiel – Rundfunk der DDR)
- 1995: Tankred Dorst, Ursula Ehler: Wie Dilldapp nach dem Riesen ging. (Einteilige und zweiteilige Fassung) – Regie: Karlheinz Liefers (Originalhörspiel, Kinderhörspiel – SDR/DLR Berlin)